# Новий Городок (смт)
Но́вий Городо́к (рос. Новый Городок) — селище міського типу у складі Біловського міського округу Кемеровської області, Росія.

## Населення
Населення — 15750 осіб (2010; 16765 у 2002).